# (182294) 2001 KU76
(182294) 2001 KU76, também escrito como (182294) 2001 KU76, é um objeto transnetuniano (TNO) localizado no cinturão de Kuiper, uma região do Sistema Solar. Este objeto está em uma ressonância orbital de 06:11 com o planeta Netuno, esta é a mesma ressonância do planeta anão Makemake. O mesmo possui uma magnitude absoluta de 6,6. Assumindo um albedo genérico dos TNO que é de 0,09, ele tem um diâmetro com cerca de 211 km. O astrônomo Mike Brown lista este corpo celeste em sua página na internet como um candidato a possível planeta anão.

## Descoberta
(182294) 2001 KU76 foi descoberto no dia 24 de maio de 2001 pelo astrônomo Marc W. Buie.

## Órbita
A órbita de (182294) 2001 KU76 tem uma excentricidade de 0,164, possui um semieixo maior de 45,107 UA e um período orbital de cerca de 303 anos. O seu periélio leva o mesmo a uma distância de 37,698 UA em relação ao Sol e seu afélio a 52,515 UA. Ele virá ao periélio em 2021.

## Ressonância
Simulações feitas por Lykawka, em 2007, mostraram que (182294) 2001 KU76 tem uma ressonância orbital de 11:06 com Netuno. Esta é a mesma ressonância do planeta anão Makemake. Ambos os objetos tem um semieixo maior de 45 UA e um período orbital de cerca de 302 anos.
Este objeto já foi observado 29 vezes ao longo de 6 anos e tem um código de qualidade sobre o conhecimento da sua órbita é de 4.

A libração de. Netuno é o ponto branco (estacionário) às 5 horas. Urano é o azul, Saturno é o amarelo e Júpiter é o vermelho.